# Perry (Oklahoma)
Pour les articles homonymes, voir Perry.
Perry est une ville de l'Oklahoma, située dans le comté de Noble, aux États-Unis.

## Personnages liés à la ville
- Le catcheur professionnel américain Jack Swagger est né à Perry.
- Raphael Aloysius Lafferty (1914-2002) y est enterré[1].